# Prunus jamasakura
Prunus jamasakura är en rosväxtart som beskrevs av Sieb.. Prunus jamasakura ingår i släktet prunusar, och familjen rosväxter. Utöver nominatformen finns också underarten P. j. chikusiensis.

## Bildgalleri

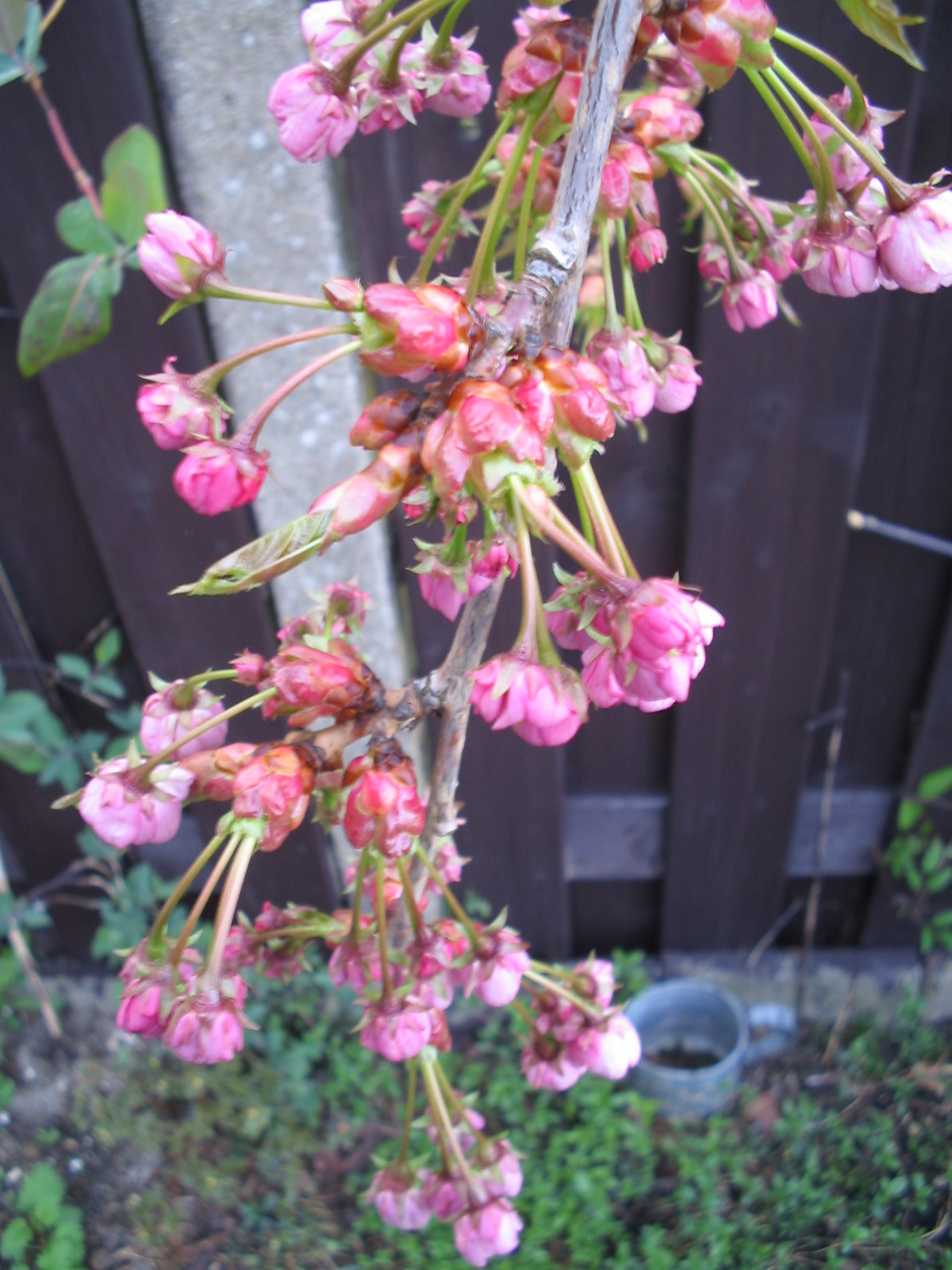
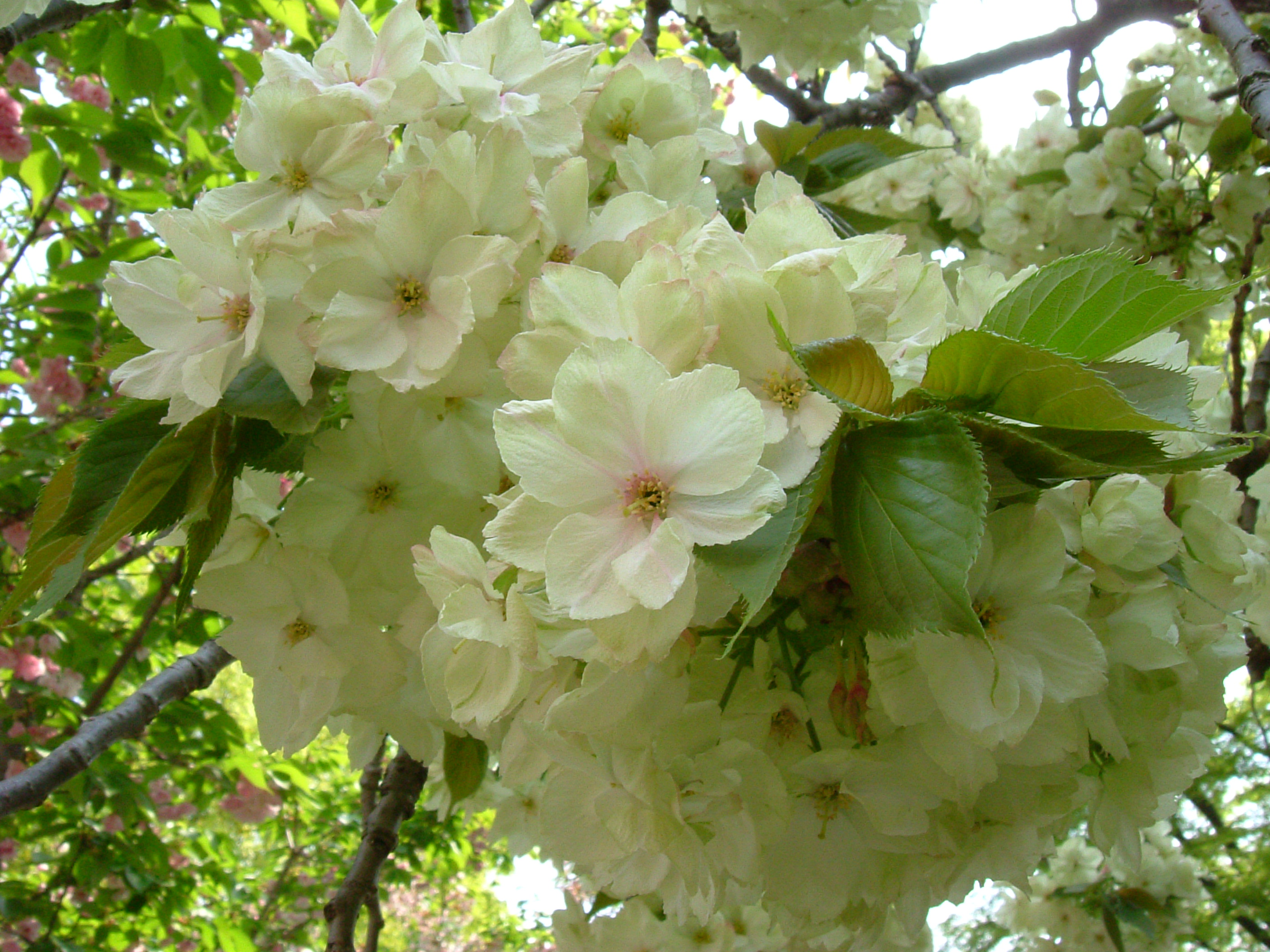
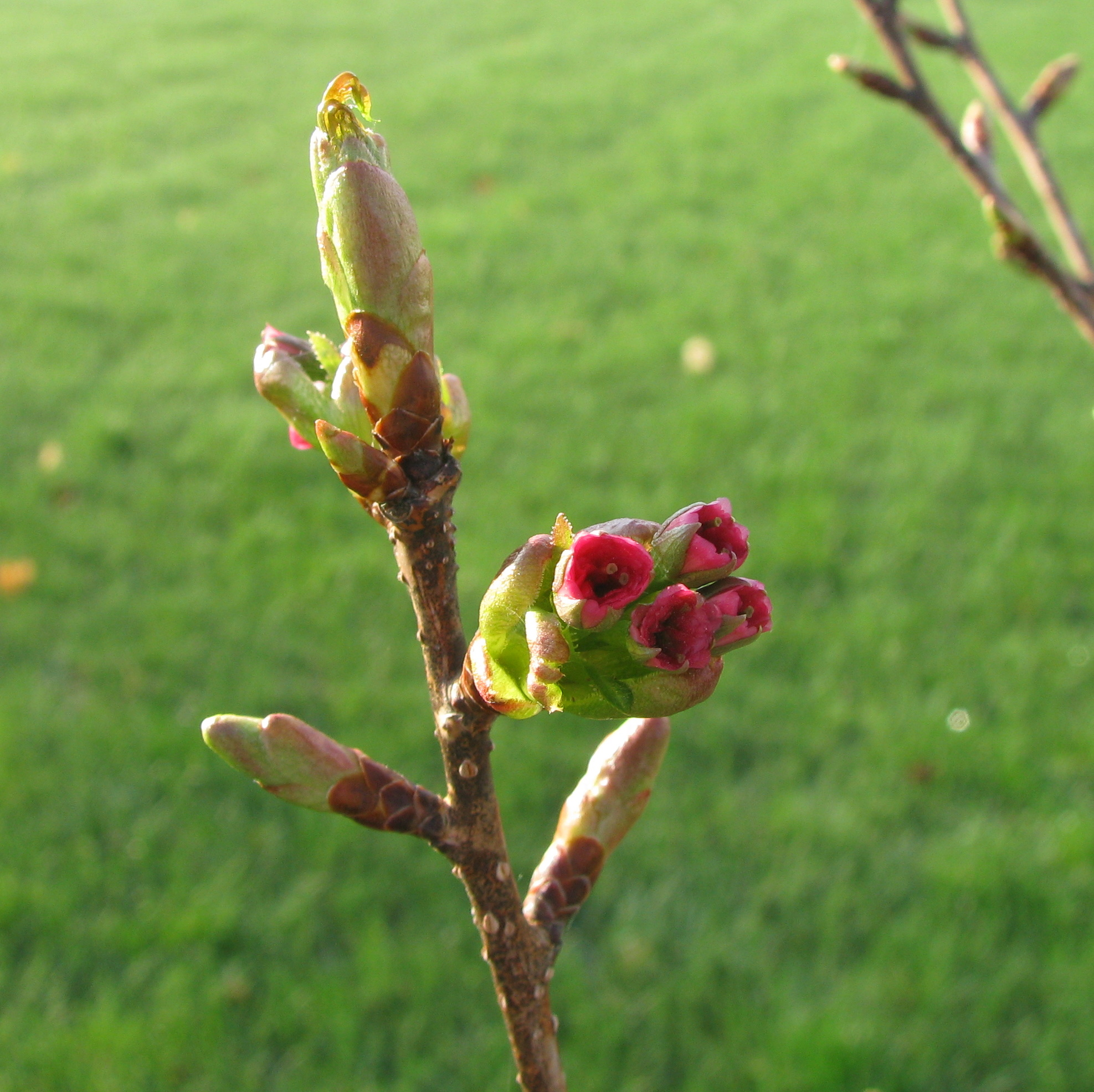
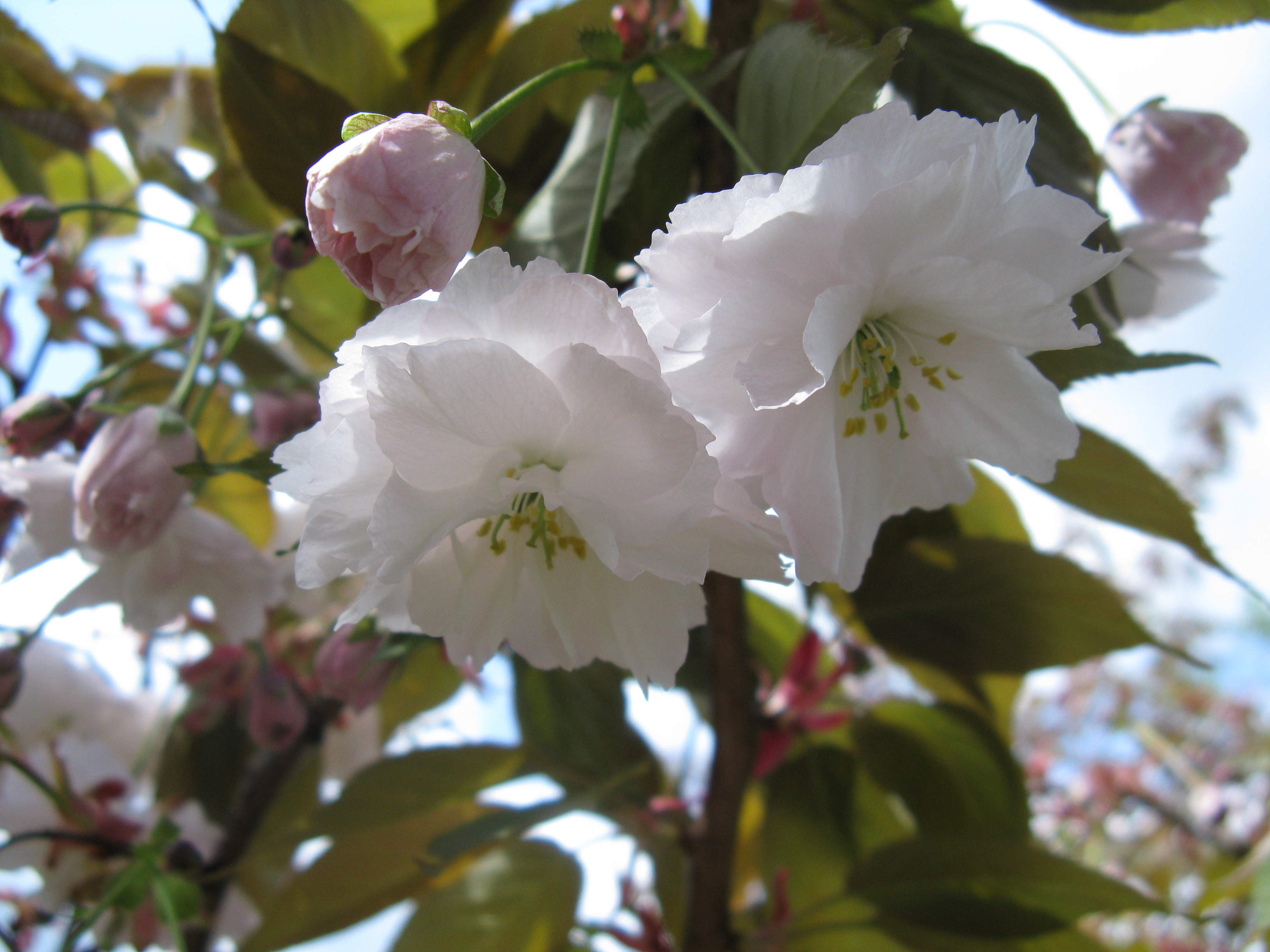
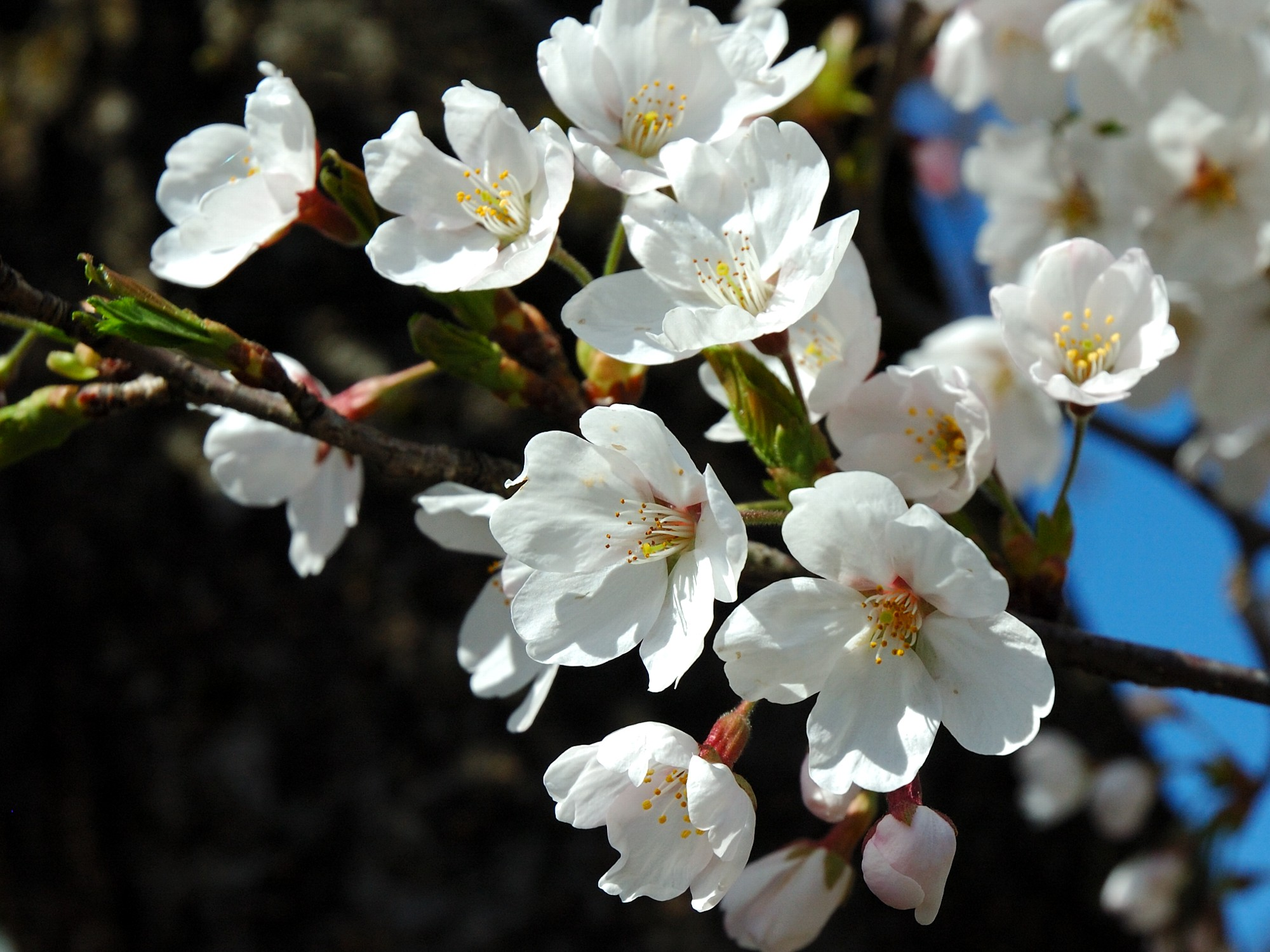
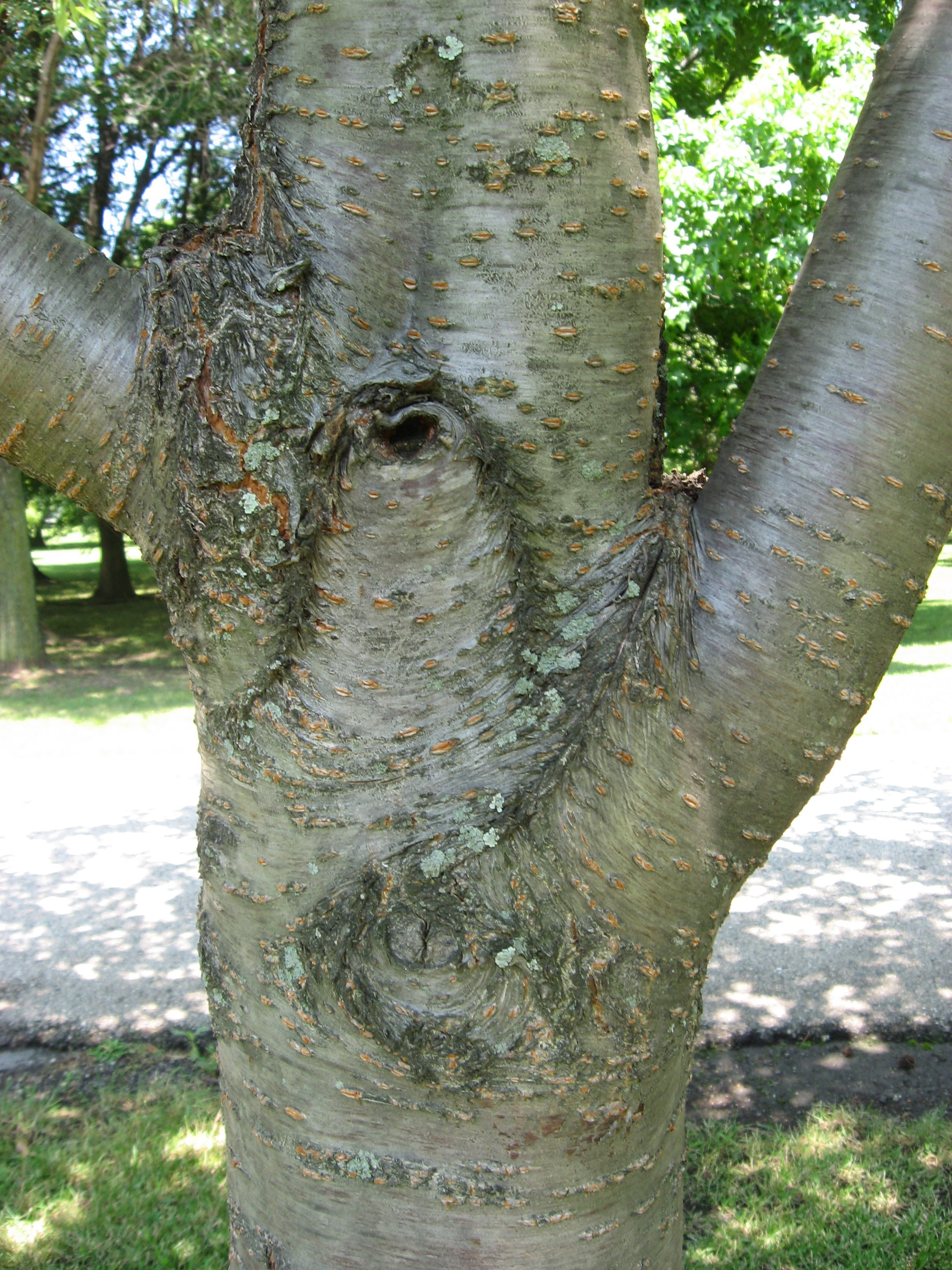